# (4271) Новосибирск
(4271) Новосибирск — астероид, открытый 3 апреля 1976 года Николаем Степановичем Черных в Крымской астрофизической обсерватории. Прежнее название — 1976 GQ6. Настоящее имя получил 1 сентября 1993 года в период празднования 100-летия Новосибирска.